# Lysiteles nudus
Lysiteles nudus es una especie de araña cangrejo del género Lysiteles, familia Thomisidae, orden Araneae.

## Distribución
Esta especie se encuentra en China.

## Taxonomía
Fue descrita científicamente por Yu & Zhang en 2017.
Tratamiento taxonómico
La especie aparece registrada y publicada en Two Lysiteles species from Leigong Mountains in Guizhou Province, China (Araneae: Thomisidae). Acta Arachnologica Sinica 26(2): 71–75.